# 인간, 국가, 전쟁
인간, 국가, 전쟁(Man, State, and War) 은 현실주의 학자 케네스 왈츠(Kenneth Waltz)의 국제 관계에 관한 1959년 책이다.
이 책은 국제정치에서 갈등을 설명하는 세 가지 '분석의 이미지', 즉 국제체제, 국가, 개인을 확립하는 국제관계이론 분야에서 영향력이 있다.

국제 관계 분야에 대한 왈츠의 초기 공헌 은 전쟁의 원인에 대한 이론을 세 가지 범주 또는 분석 수준으로 분류한 그의 1959년 책, 인간, 국가, 전쟁이었다. Waltz는 이러한 수준의 분석을 "이미지"라고 부르고 한 명 이상의 고전 정치 철학자의 글을 사용하여 각 이미지의 주요 요점을 설명한다. 각 이미지에는 두 개의 장이 있다. 첫 번째는 주로 고전 철학자의 글을 사용하여 그 이미지가 전쟁의 원인에 대해 설명하는 내용을 설명하고, 두 번째는 일반적으로 Waltz가 해당 이미지의 강점과 약점을 분석한다.
첫 번째 이미지는 전쟁이 종종 나폴레옹이나 사담 후세인과 같은 국가 지도자와 같은 특정 정치가와 정치 지도자의 본성 또는 보다 일반적으로 인간의 본성에 의해 발생한다고 주장한다. 그것은 기본적으로 그 당시 국제 관계를 지배했지만 Waltz가 다음 책인 국제정치이론에서 더 자세히 논의할  고전적 현실주의와 기본적으로 일치한다.
왈츠의 두 번째 이미지의 루브릭에 속하는 전쟁 이론은 전쟁이 국가의 국내 구성에 의해 발생한다고 주장한다. 왈츠가 언급한 대표적인 예는 레닌 의 제국주의 이론으로 전쟁의 주요 원인은 자본주의 국가가 자국 경제 체제를 영속시키기 위해 계속해서 새로운 시장을 개방해야 할 필요성에 뿌리를 두고 있다고 가정한다. 오늘날 서구 세계에서 더 친숙한 예는 비민주주의 국가가 내부 구성 때문에 전쟁을 시작한다는 개념이다.
다음으로 Waltz는 처음 두 이미지가 일반적으로 세 번째 이미지보다 영향력이 덜하지만 궁극적으로 전쟁의 원인을 이해하는 데 필요한 것으로 평가한다. Waltz는 1959년 그의 책 Man, State, and War를 세 개의 이미지에 대한 마지막 설명으로 끝맺다. 세 번째 이미지는 세계 정치의 틀을 설명하고 첫 번째와 두 번째 이미지는 국가의 정책을 만드는 힘을 결정한다. 세 번째 이미지는 전쟁의 원인이 조직적 수준에서 발견된다고 가정한다. 즉 국제체제의 무정부 구조가 전쟁의 근본원인이라는 것이다. 이러한 맥락에서 "무정부 상태"는 혼돈이나 무질서의 상태가 아니라 자율적인 민족 국가 간의 상호 작용을 지배하는 주권 기구가 없는 상태로 정의된다. 즉, 이론적으로 국민이 법집행기관에 의존해 자신의 인명과 재산을 보호할 수 있는 국내 사회와 달리 국가가 침범해 911에 전화를 걸면 아무도 답을 해줄지 장담할 수 없다.
유사하게, 두 명의 시민이 분쟁이 있을 때, 그들은 평결을 내리기 위해 법원에 항소할 수 있고, 더 중요하게는 법원의 판결을 집행하기 위해 법 집행 기관에 항소할 수 있다. 모든 주에 적용되는 법률, 이러한 법률이 특정 경우에 어떻게 적용되는지 결정하고, 법원의 판결을 존중하도록 주를 강제한다. 결과적으로 문제가 된 문제가 국가에 충분히 중요하다면 자신의 힘을 사용하여 다른 국가에 의지를 강요해야만 만족스러운 결과를 얻을 수 있다. 어느 시점에서든 모든 국가가 무력에 의지할 수 있다는 사실을 깨닫고 각 국가는 항상 그 돌발 상황에 대비한다. 이러한 주제는 제목에서 알 수 있듯이 전쟁을 일으키는 원인에 대한 좁은 초점보다는 국제 정치 전체에 대한 이론을 제시하는 국제 정치 이론(Theory of International Politics)에서 더욱 완벽하게 구체화된다.

## 참고 문헌
1. ↑  Jason Hollander (2000년 3월 28일). “Prof. Kenneth N. Waltz's Political Realism Wins James Madison Lifetime Achievement Award In Political Science”. Columbia University. 2012년 4월 25일에 확인함.
2. ↑  Jason Hollander (2000년 3월 28일). “Prof. Kenneth N. Waltz's Political Realism Wins James Madison Lifetime Achievement Award In Political Science”. Columbia University. 2012년 4월 25일에 확인함.